# Годар, Луи
Луи́ Года́р (итал. Louis Godart) (12 августа 1945, Bourseigne-Vieille) — итальянский археолог и филолог бельгийского происхождения. Специализируется на микенской культуре. Возглавляет кафедру микенской филологии в Университете Федерико II в Неаполе, советник по вопросам сохранения культурного наследия (Consigliere per la Conservazione del Patrimonio Artistico) при Президенте Италии. Имеет двойное гражданство — итальянское и бельгийское. Проживает в Риме.

## Образование
После обучения в средней школе и лицее при Collège de Bellevue в Динане (Бельгия), в 1963 году Годар поступает в Университет Лёвена, который заканчивает в 1967 году, получив диплом специалиста по словесности и философии — а точнее, классической филологии. В 1971 году Годар получает степень доктора наук по словесности и философии при Брюссельском свободном университете, а в 1977-м — ещё одну докторскую степень, по гуманитарным наукам и словесности в Сорбонне (Париж).

## Исследования
Луи Годар — автор фундаментальных исследований микенских табличек с Линейным письмом Б и эгейских письменностей в целом. Вместе с Ж. П. Оливье составил корпус надписей Линейного письма А, известный по акронимам авторов как GORILA. Позднее вместе с ним же (1996) опубликовал корпус надписей критскими иероглифами Corpus Hieroglyphicarum Inscriptionum Cretae, сокращённо CHIC.
В 1982 году основал археологическую экспедицию на Крите, стоянка Аподулу (Apoudoulou), совместное исследование Университета Федерико II в Неаполе и греческого Министерства Культуры. Экспедицию возглавил, вместе с Годаром, профессор Янис Цедакис, к тому времени уже главный специалист по памятникам античности в Греции. Годар организовывал различные национальные и международные конгрессы по филологии и археологии, посвящённые древней истории Средиземноморья, среди которых можно выделить II Международный Конгресс Микенологов в Неаполе в 1992 году.

## Академическая и университетская работа
- Член Французской Археологической Школы в Афинах с 1971 по 1973 годы,
- Профессор Микенской Филологии в Университет «Федерико II» Неаполя с 1973 года, ординарный профессор с 1983-го,
- С октября 1983 года в течение пяти лет исполнял обязанности директора Бельгийской Академии в Риме,
- С июля 1987 член Академии Рысьеглазых,
- С февраля 1988 года член французской Академии надписей и изящной словесности,
- С ноября 1998 года член-корреспондент Афинской академии,
- С декабря того же года член Академии Понтано в Неаполе,
- Почётный член Национальной ассоциации археологов с 2005 года,
- Член научных советов журналов: «Archeo», «Archeologia Viva», «Archéologie Nouvelle», «Gaia», «Res Publica Litterarum».
- Приходящий преподаватель различных итальянских и иностранных университетов, среди которых: Высшая школа в Пизе, Университет Перуджи, Университет Лечче, римский Университет «La Sapienza», Университет Урбино, Университетский Институт Востока в Неаполе, I Парижский Университет, X Парижский Университет, Университет в Нанси, Университет в Экс-ан-Провансе, Лондонский Университет, Кембриджский Университет, Университет Висконсина в Мэдисоне; Университеты в Льеже, в Марбурге, в Нюрнберге, Гейдельбергский университет, Афинский Университет, Университет на Крите.

## Награды
- Большой крест ордена «За заслуги перед Итальянской Республикой» (22 февраля 2002 года)[1].
- Золотая медаль «За вклад в развитие культуры и искусства» (6 июня 2001 года)[1].
- Командор ордена Трёх звёзд (31 марта 2004 года, Латвия)[2].
- Орден Белой звезды 3 класса (13 апреля 2004, Эстония)[3].

## Список публикаций
Луи Годар автор 29 монографий и более 140 научных статей, изданных в Италии и других странах, посвящённых, в основном, культуре Средиземноморья (в первую очередь, эгейской культуре).

### Монографии
- Index généraux du linéaire B (совместно с J.-P. Olivier, C. Seydel и C. Sourvinou), Roma 1973;
- Recueil des inscriptions en linéaire A (совместно с J.-P. Olivier), Études Crétoises, XXI, tome I, Paris 1976;
- TO MINOIKO ARXEIO TON XANION (совместно с I.A. Papapostolou и J.-P. Olivier), Roma 1976;
- Recueil des inscriptions en linéaire A, Études Crétoises, XXI, tome III, Paris 1976 (совместно с J.-P. Olivier);
- Fouilles exécutées à Mallia. Le Quartier Mu. Introduction générale par J.-C. Poursat. L'écriture hiéroglyphique crétoise par L. Godart et J.-P. Olivier, Etudes Crétoises, XXIII, Paris 1978;
- Les tablettes en linéaire B de Thèbes (совместно с A. Sacconi), Roma 1978;
- Recueil des inscriptions en linéaire A (совместно с J.-P. Olivier), Études Crétoises, XXI, tome II, Paris 1978;
- Recueil des inscriptions en linéaire A (совместно с J.-P. Olivier), Études Crétoises, XXI, tome IV, Paris 1982;
- Recueil des inscriptions en linéaire A, (совместно с J.-P. Olivier), Études Crétoises, XXI, tome V, Paris 1985;
- Corpus of Mycenaean Inscriptions from Knossos (совместно с J. Chadwick, J.T. Killen, J.-P. Olivier, A. Sacconi, I.A. Sakellarakis), LXXXVIII, Cambridge-Roma 1986, Incunabula Graeca, vol. I, 1-1063.
- Momenti precoloniali nel Mediterraneo antico (совместно с E. Acquaro, F. Mazza e D. Musti), Atti del Convegno Internazionale svoltosi all’Accademia Belgica e al Consiglio Nazionale delle Ricerche, Roma 1989;
- Le pouvoir de l'écrit. Aux pays des premières écritures, Éditions Errance, Paris 1990;
- Appunti di Filologia Micenea (совместно с A. Franceschetti), Napoli, Liguori 1990;
- Corpus of Mycenaean Inscriptions from Knossos (совместно с J. Chadwick, J.T. Killen, J.-P. Olivier, A. Sacconi, I.A. Sakellarakis), Incunabula Graeca, LXXXVIII, vol. II, Cambridge-Roma 1990, pp. 1064-4495;
- L’invenzione della scrittura. Dal Nilo alla Grecia, Einaudi, Saggi 765, Torino 1992;
- Témoignages archéologiques et épigraphiques en Crète occidentale du Néolithique au Minoen Récent III B (совместно с Y. Tzedakis), Incunabula Graeca, XCIII, Roma 1992;
- Il disco di Festos. Certezze ed enigmi di una grande scoperta, Supplemento ad «Archeologia Viva», ott. — nov. 1993, Giunti, Firenze 1993;
- Il disco di Festo. L’enigma di una scrittura, Einaudi, Saggi 782, Torino 1994;
- The Phaistos Disk, The Enigma of an Aegean Script, Editions Itanos, Iraklio 1995;
- Der Diskus von Phaistos, Das Rätsel einer Schrift der Ägäis, Editions Itanos, Iraklio 1995;
- Le disque de Phaistos, L'énigme d’une vieille écriture de l’Egée, Editions Itanos, Iraklio 1995;
- L’oro di Troia. La vera storia del tesoro scoperto da Schliemann, (совместно с G. Cervetti), Einaudi, Gli Struzzi, 1996;
- Corpus Hieroglyphicarum Inscriptionum Cretae (совместно с J.-P. Olivier), Études Crétoises, 31, Paris 1996;
- Atti e Memorie del Secondo Congresso Internazionale di Micenologia (совместно с E. De Miro и A. Sacconi), voll. 1, 2, 3, Roma 1996;
- Le isole degli Dei. Creta e l’arcipelago greco, «Archeo — monografie», VI, Milano, febbraio 1997;
- Corpus of Mycenaean Inscriptions from Knossos (совместно с J. Chadwick, J.T. Killen, J.-P. Olivier и A. Sacconi), vol. III (5000 — 7999), Incunabula Graeca, LXXXVIII, Roma-Cambridge 1998;
- Grecia. Terra di Dei e di Eroi (совместно с J. Lange), «Archeo — monografie», VII.1 , Milano febbraio 1998;
- Corpus of Mycenaean Inscriptions from Knossos, vol. IV (8000 — 9947), Incunabula Graeca LXXXVIII, Roma-Cambridge 1998 (совместно с J. Chadwick, J.T. Killen, J.-P. Olivier и A. Sacconi).